# Vetenskapsåret 1708

## Händelser
- Herman Boerhaave publicerar Institutiones medicae, en av de tidigaste böckerna om fysiologi.

## Födda
- 16 oktober - Albrecht von Haller (död 1777), schweizisk läkare och vetenskapsman, neurologins grundare.
- 22 oktober - Frederic Louis Norden (död 1742), dansk forskningsresande.

## Avlidna
- 10 oktober - David Gregory (född 1659), skotsk astronom.
- 11 oktober - Ehrenfried Walter von Tschirnhaus (född 1651), tysk matematiker.
- 24 oktober - Seki Kowa (född ca 1640), japansk matematiker.
- 28 december - Joseph Pitton de Tournefort (född 1656), fransk botaniker.